# Międzynarodowa Federacja Piłki Siatkowej

FIVB

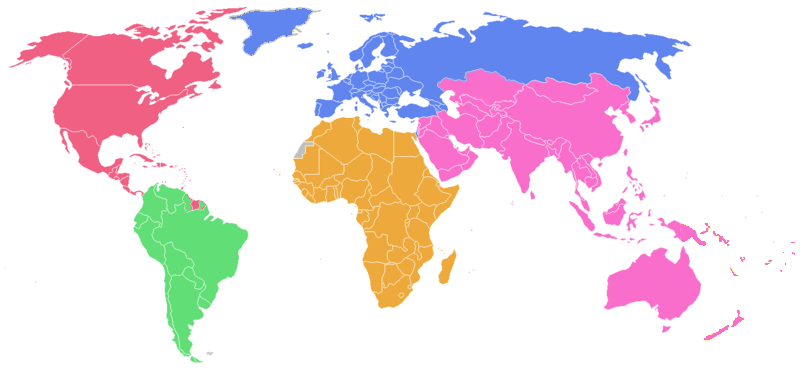
Podział świata na konfederacje siatkarskie.

Międzynarodowa Federacja Piłki Siatkowej (oficjalny skrót FIVB, od fr. Fédération Internationale de Volleyball) – międzynarodowa organizacja sportowa z siedzibą w Lozannie (od 1984), założona w dniach 18-20 kwietnia 1947 (podczas Kongresu w Paryżu), zrzeszająca 218 federacji piłki siatkowej (2024), zajmująca się koordynowaniem rozwoju piłki siatkowej na świecie.
Od 2024 roku sekretarzem generalnym FIVB jest Hugh McCutcheon.

## Opis
FIVB jest odpowiedzialna za organizowanie wszelkich oficjalnych międzynarodowych rozgrywek siatkarskich (siatkówki halowej oraz plażowej) na świecie – zarówno żeńskich, jak i męskich – na szczeblu reprezentacyjnym:
- turniejów siatkarskich podczas igrzysk olimpijskich oraz turniejów eliminacyjnych do rozgrywek olimpijskich
- eliminacji oraz turniejów finałowych mistrzostw świata wszystkich kategorii wiekowych,
- corocznych turniejów Ligi Narodów siatkarek oraz siatkarzy

## Historia

### Prezydenci
- Zygmunt Nowak
- 1947-1984  Paul Libaud
- 1984-2008  Ruben Acosta
- 2008-2012  Wei Jizhong
- 2012-2024  Ary Graça
- 2024-  Fabio Azevedo[3]

### Kraje założycielskie
Wśród założycieli FIVB było 16 krajowych federacji siatkarskich:
- Belgia
- Brazylia
- Czechosłowacja
- Egipt
- Francja
- Iran
- Holandia
- Niemcy
- Polska
- Portugalia
- Rumunia
- Szwajcaria
- Stany Zjednoczone
- Urugwaj
- Węgry
- Włochy

W 2024 FIVB skupiała 218 federacji siatkarskich.

## Członkowie
Obecnie do FIVB przynależy 218 krajowych związków piłki siatkowej, zrzeszonych w 5 kontynentalnych konfederacjach:
- AVC – Azja/Oceania (64 państwa)
- CAVB – Afryka (54 państwa)
- CEV – Europa (56 państw)
- CSV – Ameryka Południowa (11 państw)
- NORCECA – Ameryka Północna, Środkowa i Karaiby (33 państwa)